# Чолна
Чолна (пол. Czołna) — село в Польщі, у гміні Баранів Пулавського повіту Люблінського воєводства.
Населення — 216 осіб (2011).

## Демографія
Демографічна структура станом на 31 березня 2011 року:
|          | Загалом | Допрацездатний вік | Працездатний вік | Постпрацездатний вік |
| -------- | ------- | ------------------ | ---------------- | -------------------- |
| Чоловіки | 110     | 16                 | 77               | 17                   |
| Жінки    | 106     | 13                 | 64               | 29                   |
| Разом    | 216     | 29                 | 141              | 46                   |